# 馬加利斯堡

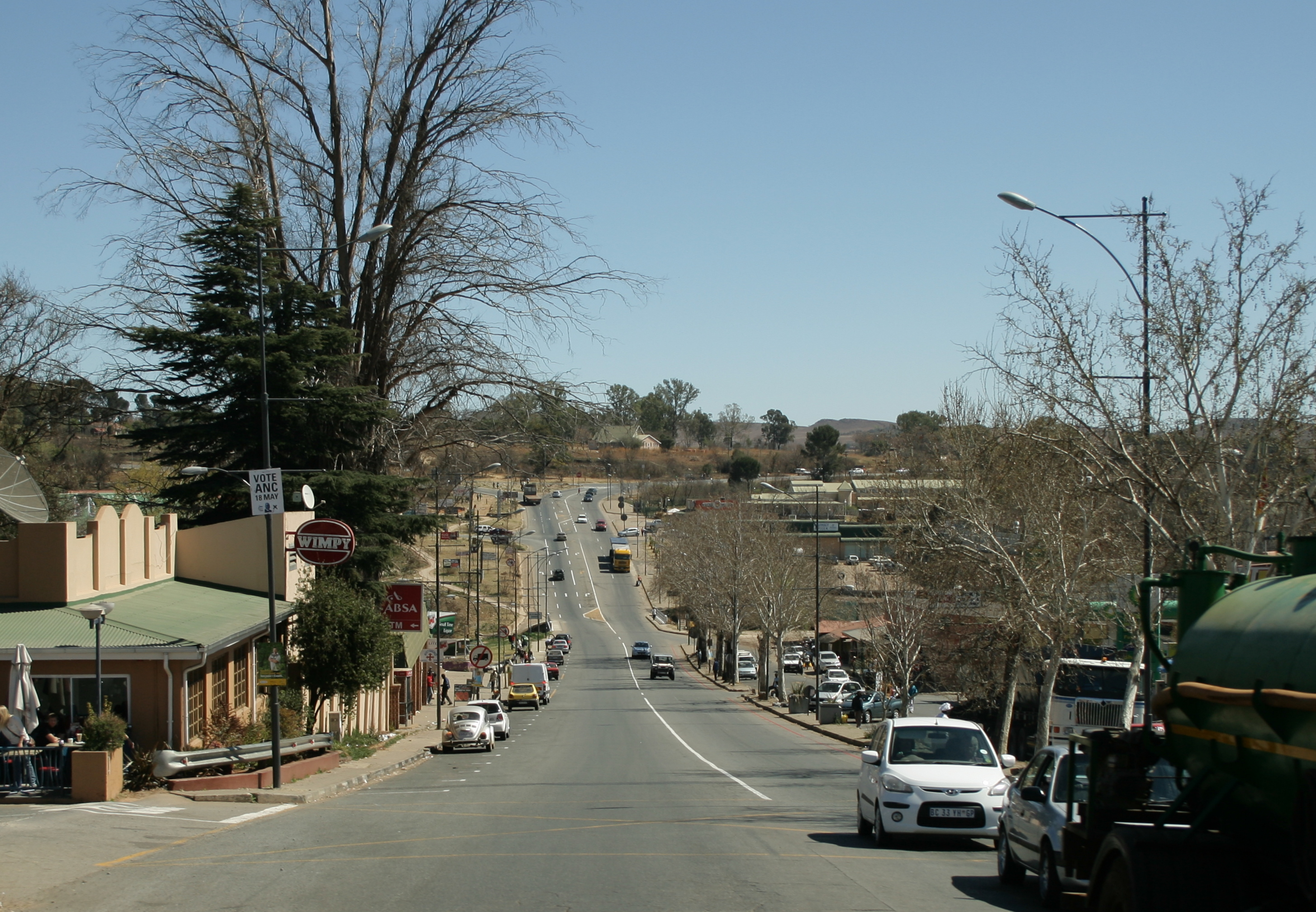

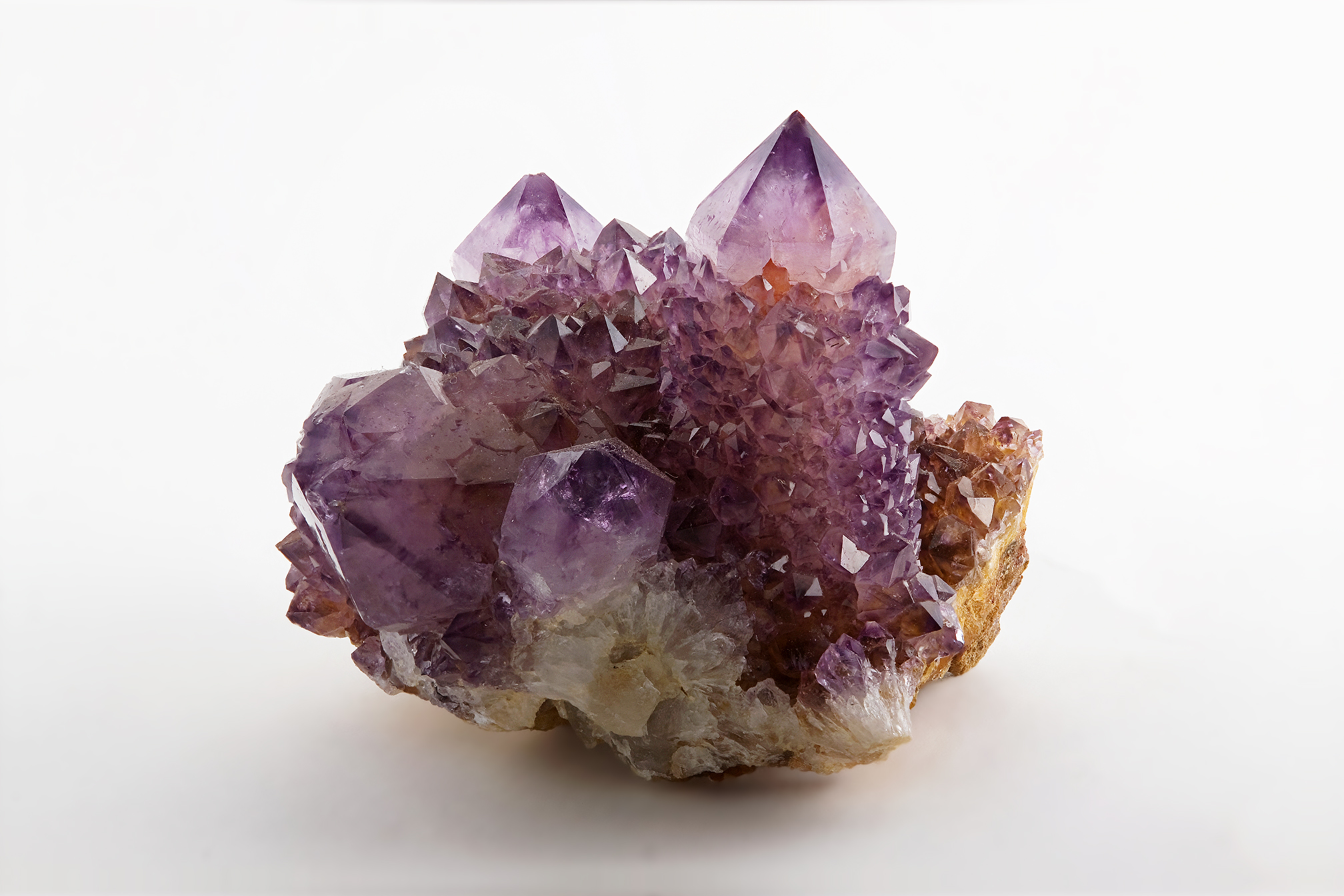

馬加利斯堡是南非的城鎮，位於該國東北部威特沃特斯蘭德山腳，由豪登省負責管轄，面積7.43平方公里，2001年人口2,512，人口密度每平方公里340人。